# Johanna Baillie
Joanna Baillie (Lanarkshire, Escòcia, 11 de setembre de 1762 - Hampstead, Londres, 23 de febrer de 1851) fou una dramaturga, escriptora i poeta escocesa. Les seves obres, normalment en vers, foren elogiades en un període en el qual el drama es trobava en decadència. És coneguda per ser amiga del seu compatriota sir Walter Scott i també pels versos del seu primer treball publicat, Fugitive Verses (1790).